# GP2 Series 2008
GP2 Series 2008 var den fjärde säsongen av formelbilsmästerskapet GP2 Series. Säsongen kördes mellan 27 april och 14 september 2008.

## Tävlingskalender
| Datum        | Bana                          | Segrare race 1  | Segrare race 2   |
| ------------ | ----------------------------- | --------------- | ---------------- |
| 27 april     | Circuit de Catalunya          | Álvaro Parente  | Kamui Kobayashi  |
| 11 maj       | Istanbul Park                 | Giorgio Pantano | Romain Grosjean  |
| 24 maj       | Circuit de Monaco             | Bruno Senna     | Mike Conway      |
| 22 juni      | Circuit de Nevers Magny-Cours | Giorgio Pantano | Sébastien Buemi  |
| 6 juli       | Silverstone Circuit           | Giorgio Pantano | Bruno Senna      |
| 20 juli      | Hockenheimring                | Giorgio Pantano | Karun Chandhok   |
| 3 augusti    | Hungaroring                   | Lucas Di Grassi | Sébastien Buemi  |
| 24 augusti   | Circuito de Valencia          | Vitalij Petrov  | Lucas Di Grassi  |
| 7 september  | Circuit de Spa-Francorchamps  | Romain Grosjean | Pastor Maldonado |
| 14 september | Autodromo Nazionale Monza     | Lucas Di Grassi | Davide Valsecchi |

## Team och förare
| Stall                          | Nr | Förare                        |
| ------------------------------ | -- | ----------------------------- |
| iSport International           | 1  | Karun Chandhok, Indien        |
| iSport International           | 2  | Bruno Senna, Brasilien        |
| ART Grand Prix                 | 3  | Romain Grosjean, Frankrike    |
| ART Grand Prix                 | 4  | Luca Filippi, Italien         |
| Campos Racing                  | 5  | Vitalij Petrov, Ryssland      |
| Campos Racing                  | 6  | Ben Hanley, Storbritannien    |
| Super Nova Racing              | 7  | Álvaro Parente, Portugal      |
| Super Nova Racing              | 8  | Christian Bakkerud, Danmark   |
| DAMS                           | 9  | Kamui Kobayashi, Japan        |
| DAMS                           | 10 | Jérôme D'Ambrosio, Belgien    |
| Racing Engineering             | 11 | Javier Villa, Spanien         |
| Racing Engineering             | 12 | Giorgio Pantano, Italien      |
| Trust Team Arden               | 14 | Sébastien Buemi, Schweiz      |
| Trust Team Arden               | 15 | Yelmer Buurman, Nederländerna |
| Durango                        | 16 | Alberto Valerio, Brasilien    |
| Durango                        | 17 | Davide Valsecchi, Italien     |
| Petrol Ofisi FMS International | 18 | Adrián Vallés, Spanien        |
| Petrol Ofisi FMS International | 19 | Andy Soucek, Spanien          |
| Trident Racing                 | 20 | Mike Conway, Storbritannien   |
| Trident Racing                 | 21 | Ho-Pin Tung, Kina             |
| Minardi Piquet Sports          | 22 | Andreas Zuber, Österrike      |
| Minardi Piquet Sports          | 23 | Pastor Maldonado, Venezuela   |
| David Price Racing             | 24 | Diego Nunes, Brasilien        |
| David Price Racing             | 25 | Michael Herck, Belgien        |
| BCN Competicion                | 26 | Paolo Maria Nocera, Italien   |
| BCN Competicion                | 27 | Miloš Pavlović, Serbien       |

## Slutställning
| Plats | Förare            | Poäng |
| ----- | ----------------- | ----- |
| 1     | Giorgio Pantano   | 76    |
| 2     | Bruno Senna       | 64    |
| 3     | Lucas di Grassi   | 63    |
| 4     | Romain Grosjean   | 62    |
| 5     | Pastor Maldonado  | 60    |
| 6     | Sébastien Buemi   | 50    |
| 7     | Vitalij Petrov    | 39    |
| 8     | Álvaro Parente    | 34    |
| 9     | Andreas Zuber     | 32    |
| 10    | Karun Chandhok    | 31    |
| 11    | Jérôme d'Ambrosio | 21    |
| 12    | Mike Conway       | 20    |
| 13    | Roldán Rodríguez  | 14    |
| 14    | Andy Soucek       | 14    |
| 15    | Davide Valsecchi  | 11    |
| 16    | Kamui Kobayashi   | 10    |
| 17    | Javier Villa      | 8     |
| 18    | Ho-Pin Tung       | 7     |
| 19    | Luca Filippi      | 6     |
| 20    | Yelmer Buurman    | 5     |
| 21    | Adrián Vallés     | 5     |
| 22    | Diego Nunes       | 3     |
| 23    | Sakon Yamamoto    | 3     |
| 24    | Ben Hanley        | 1     |
| 25    | Adam Carroll      | 1     |